# Richard von Metternich
Richard Klemens, príncipe de Metternich-Winneburg (Viena, 7 de enero de 1829 – íb., 1 de marzo de 1895) fue un diplomático al servicio del Imperio austríaco, hijo del canciller Klemen von Metternich.

## Biografía
Fue hijo del segundo matrimonio del importante político, Klemens von Metternich con la baronesa Maria Antonia von Leykam, condesa de Beilstein. Fue bautizado dos días de su nacimiento siendo su padrino su tío paterno, Joseph.Le fueron impuestos los nombres de Richard, Klemens, Joseph, Lothar.
Su madre moriría de sobre parto, diez días después de su nacimiento.
En el mismo año de su nacimiento, moriría el hijo primogénito del primer matrimonio de su padre, Viktor  (1803-1829).
En enero de 1846 sería presentado por su la mujer de su padre, Melanie Zichy-Ferraris, a la corte imperial en el marco de un baile de corte ofrecido por la emperatriz María Ana.
Siguiendo el ejemplo paterno, comenzó la carrera diplomática en 1855 siendo nombrado secretario de la embajada del Imperio austríaco en París. El año siguiente fue nombrado enviado extraordinario y ministro plenipotenciario de Francisco José I de Austria ante Juan I de Sajonia, pasando a vivir en Dresde. Ese mismo año contrajo matrimonio con su sobrina la condesa Pauline Sándor, hija de su hermana Leontine, fruto del primer matrimonio de su padre.
Su padre moriría en junio de 1859 en Viena y, en noviembre de ese año, Richard sería nombrado embajador en París, ante Napoleón III. En esta ciudad junto con su mujer, llegaría a jugar un importante rol en la sociedad parisina del Segundo Imperio.
Tras el fin de su carrera diplomática, pasó a ocuparse de la edición de los escritos de su padre, tarea que finalizó en 1879 en que se publicaron las Memorias de este.
Moriría en Viena en 1895. El título de príncipe de Metternich-Wineburg pasaría a su medio hermano Paul, hijo del tercer matrimonio de su padre con la condesa Melanie Zichy-Ferraris.

## Matrimonio e hijos
De su matrimonio con la condesa Pauline Sándor, tuvo tres hijas:
- Sophie (1857–1941), casada en 1878 con el príncipe Albert príncipe de Oettingen-Spielberg (1847-),[6] con descendencia.[7]
- Antoinette Pascalina (1862–1890), casada en 1885 con el conde Jorge von Waldstein-Wartenberg (1853-1890).
- Condesa Klementina (1870–1963).

## Títulos, órdenes y cargos

### Títulos
- Príncipe de Metternich-Winneburg. ( Imperio austríaco)
- Duque de Portella ( Reino de las Dos Sicilias)

### Órdenes
- Caballero de la Orden del Toisón de Oro (rama austríaca). (1867)[8]
- Caballero gran cruz de la Real Orden de San Estaban de Hungría. (1867)[9]
- Caballero gran cruz de la Orden imperial de Leopoldo. (1861)[10]

### Cargos

#### Imperio austríaco
- Embajador del emperador de Austria ante el emperador de los Franceses. (1859-1871)
- Consejero íntimo actual del emperador de Austria (1864)[11]
- Chambelán del emperador de Austria (1853)[12]